# Mira Haviarová
Mira Haviarová, celým jménem Mira Emília Haviarová (13. června 1938 – 20. dubna 2024 Praha), byla slovenská diplomatka, filmová dramaturgyně a konzultantka.

## Životopis
V 70. a 80. letech pracovala v Československém filmovém ústavu. V roce 1991 začala pracovat jako kulturní referentka na Ministerstvu zahraničních věcí České republiky, v letech 1992–1997 působila jako kulturní tajemnice Velvyslanectví České republiky v Moskvě. V roce 1997 odešla do důchodu, i nadále však pokračovala v kulturních a networkingových aktivitách.

### Kulturní aktivity
Od poloviny 90. let spolupracovala na řadě českých i zahraničních filmových festivalů, mimo jiné na Mezinárodním filmovém festivalu v Karlových Varech, Letní filmové škole v Uherském Hradišti, Febiofestu, Kině na Hranici v Českém Těšíně nebo festivalu polských filmů v Gdyni. Snažila se propojovat českou, slovenskou, polskou a ruskou filmovou kulturu, na festivaly zvala významné osobnosti, jakými jsou Krzysztof Zanussi, Jerzy Stuhr, Lech Majewski, Janusz Majewski, Filip Bajon, Wojciech Smarzowski, Nikita Michalkov, Andrzej Jakimowski, Rustam Ibragimbekov, Magdalena Piekorz, Jan Komasa a další. Spolupracovala také s Filmovým studiem Barrandov.[zdroj?]

## Ocenění
V roce 2005 získala Výroční cenu Asociace českých filmových klubů za dlouhodobý přínos hnutí filmových klubů v Čechách. V roce 2021 převzala cenu Asociace českých kameramanů.

## Galerie

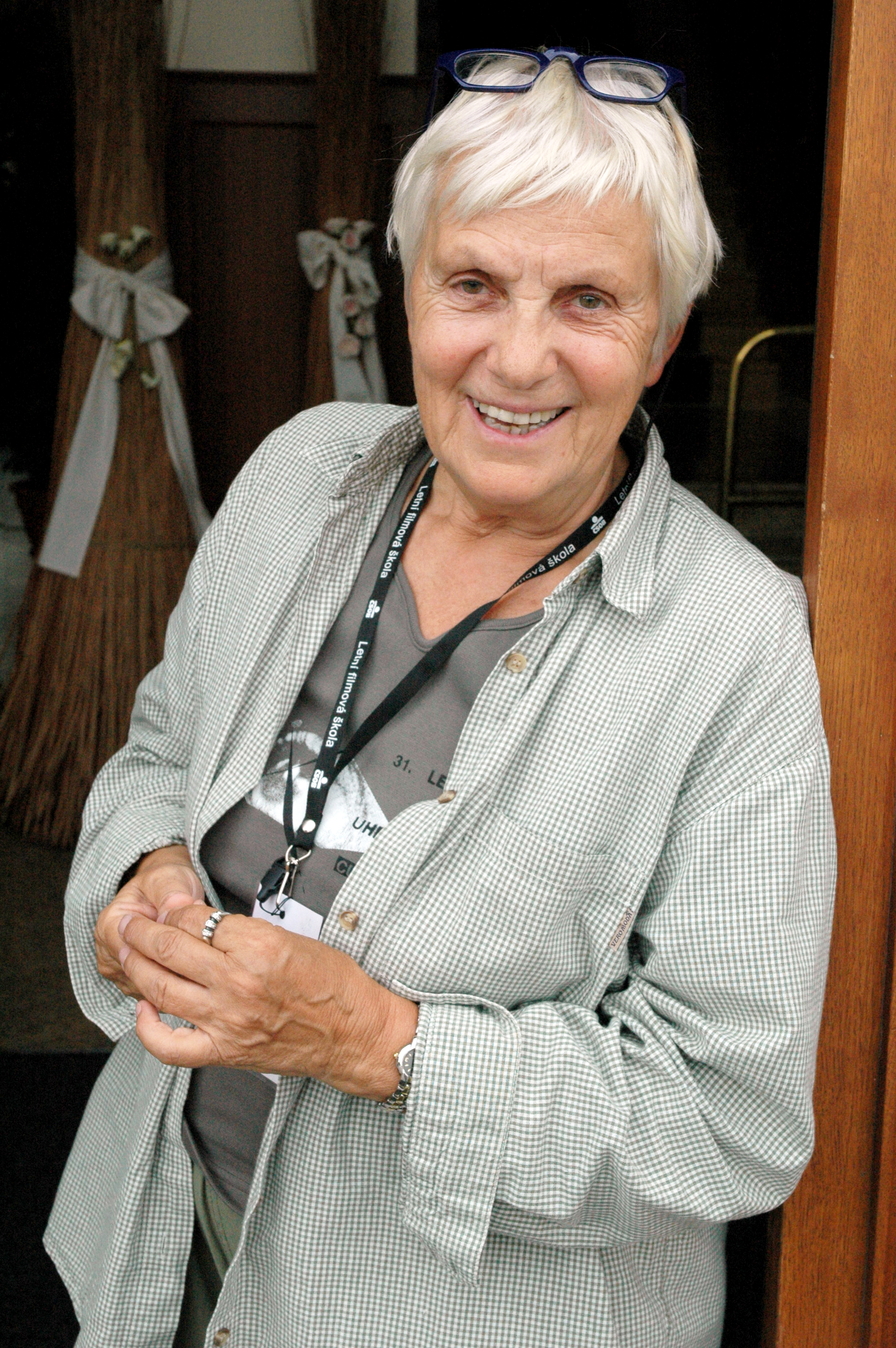
LFŠ 2003 s akreditací
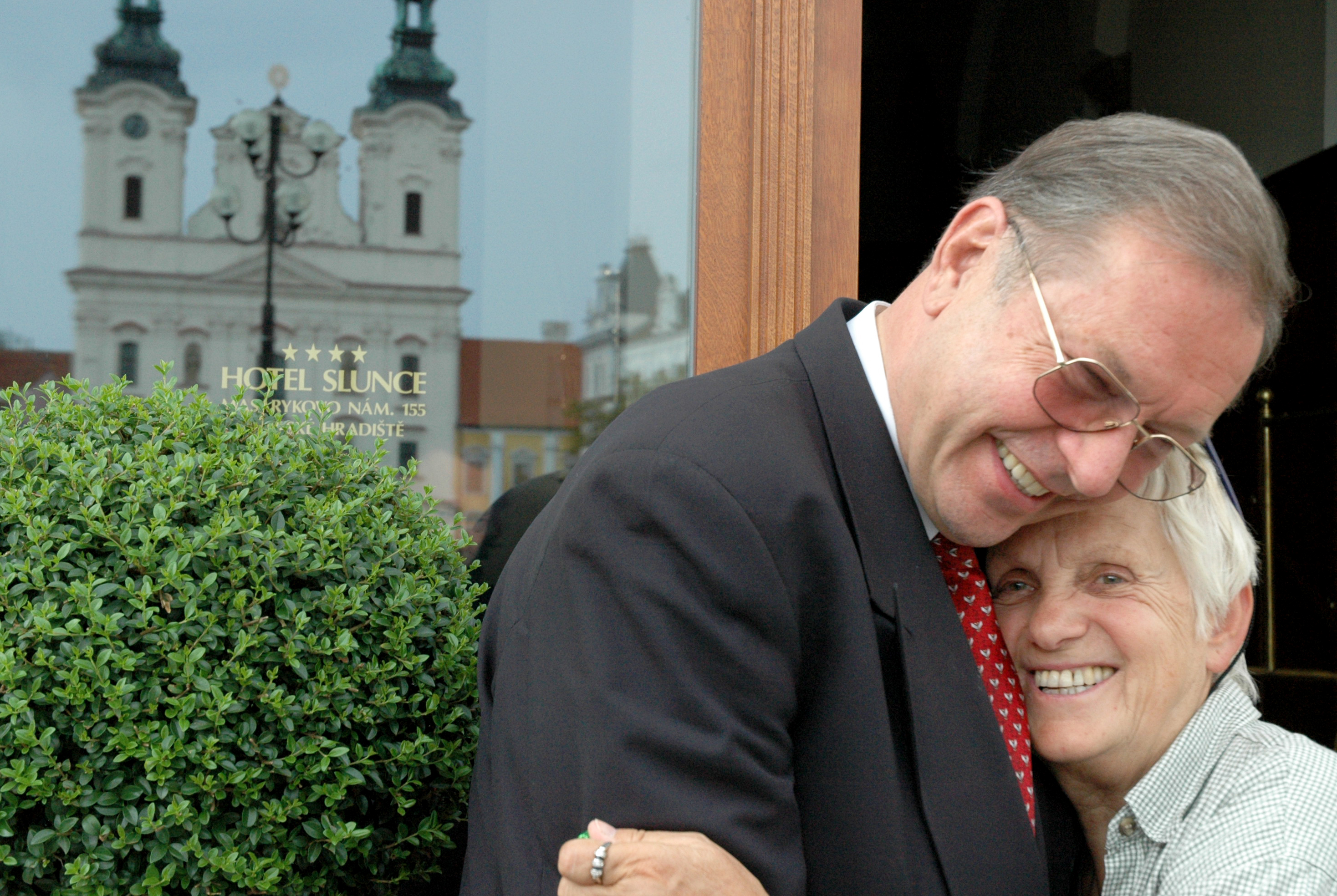
Mira Haviarová s Krysztofem Zanussim (2003)
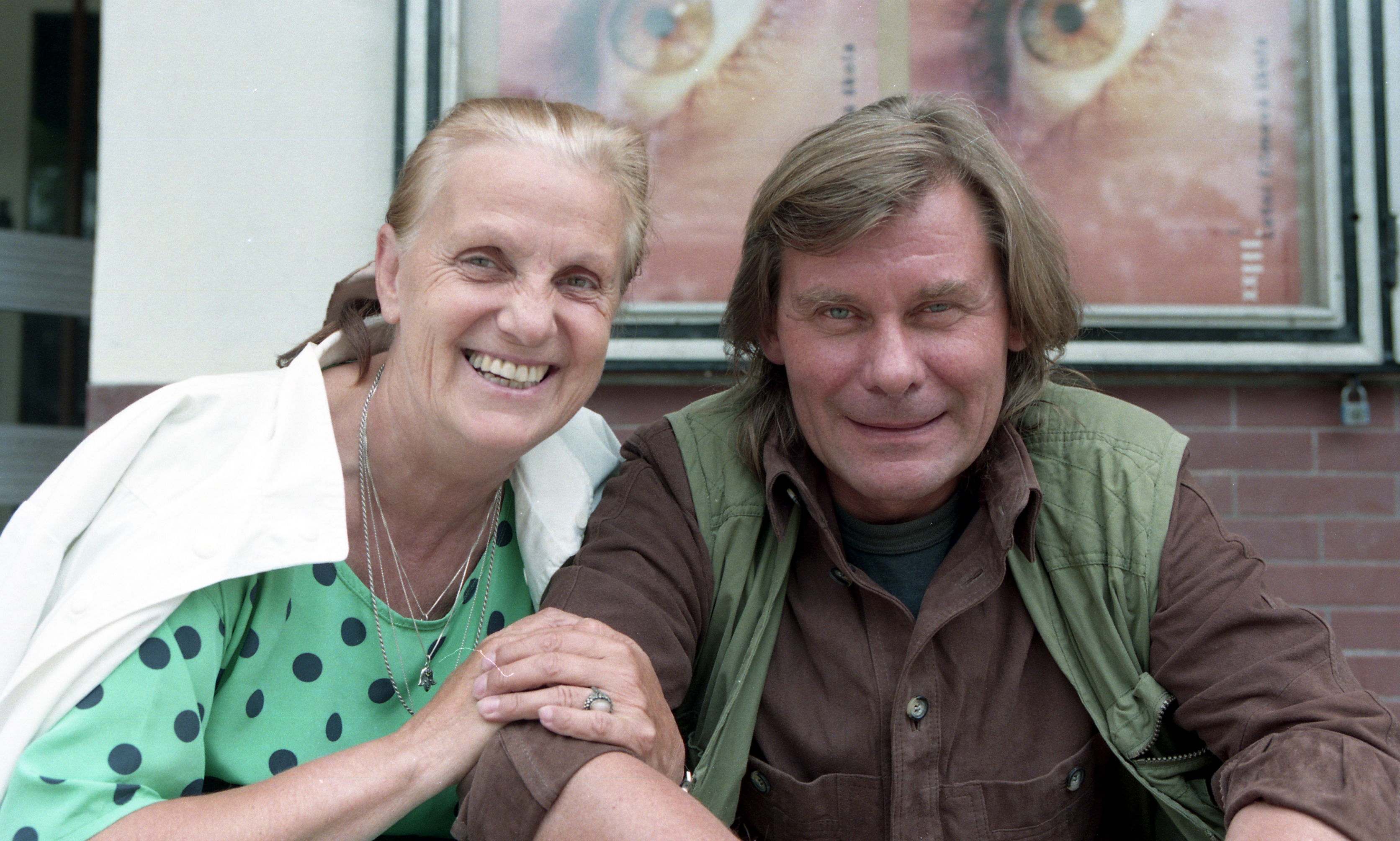
Mira Haviarová a Filip Bajon (1997)